# دوار أولاد بو ناجي (السجع بني وكيل)
دوار أولاد بو ناجي هو دُوَّار يقع بجماعة عين لحجر، إقليم تاوريرت، جهة الشرق في المملكة المغربية. ينتمي الدوّار لمشيخة السجع بني وكيل التي تضم 16 دوار. يقدر عدد سكانه بـ 133 نسمة حسب الإحصاء الرسمي للسكان والسكنى لسنة 2004.

## روابط خارجية
- البوابة الوطنية للجماعات الترابية نسخة محفوظة 12 مارس 2018 على موقع واي باك مشين.
- المندوبية السامية للتخطيط